# Dmitry Brauer

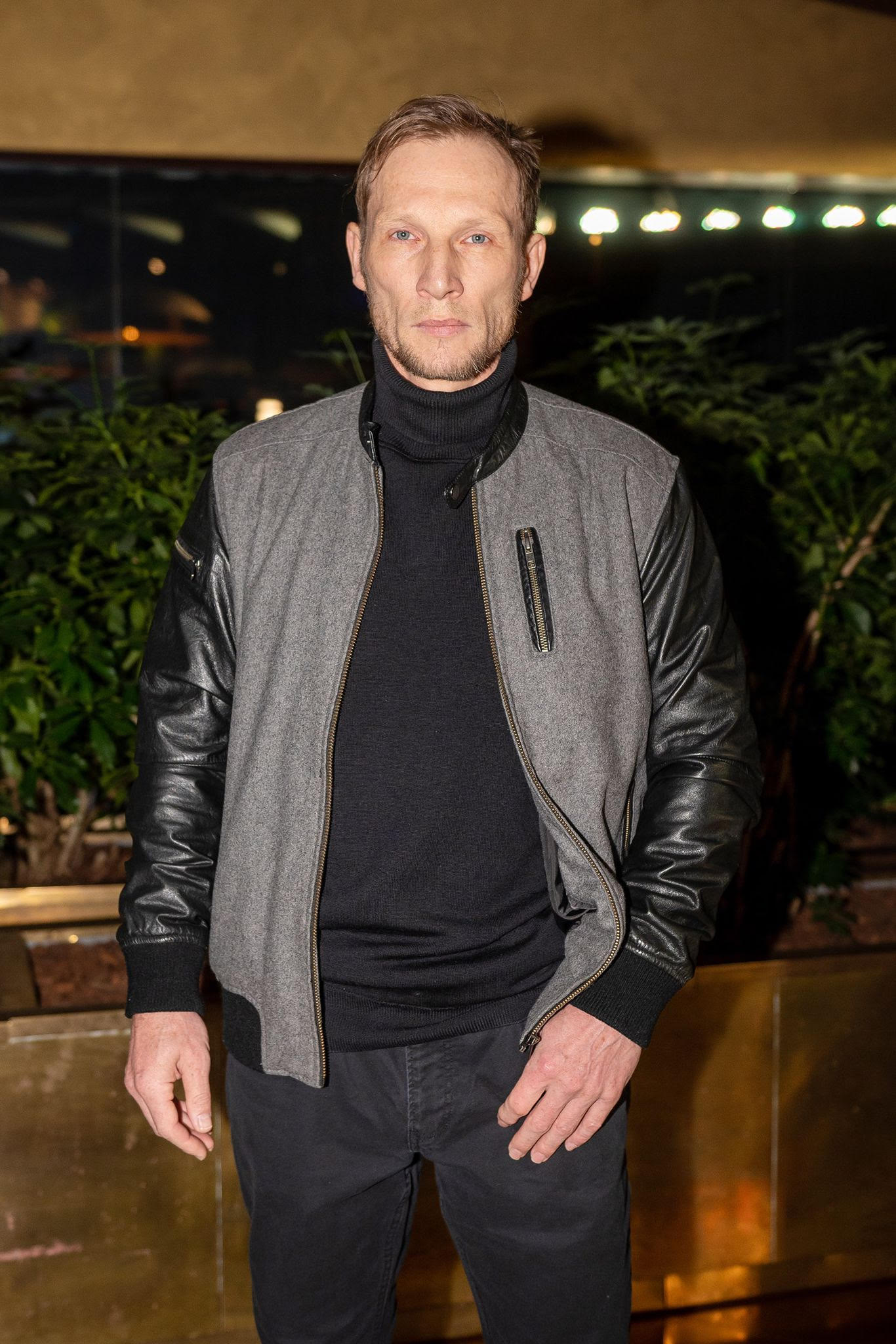
Dmitry Brauer (2023)

Dmitry Brauer (* 24. Oktober 1977 in Rjasan, Russland) ist ein deutsch-russischer Schauspieler und Synchronsprecher der für seine Arbeit in Filmen wie Les interdits (2013), Das Mädchen und der Tod (2012) und Sneeze Freeze (2015) bekannt wurde.

## Schauspielkarriere
Erste Erfahrungen als Schauspieler sammelte Brauer in TV-Serien. In zwei Folge von Lasko - Die Faust Gottes verkörperte er einen Agenten und in einer Episode von Der Gewaltfrieden spielte er einen Marinesoldaten.
Im Jahr 2012 zeigte er Talent als Action-Darsteller mit seiner Rolle des Customs Officer in Das Mädchen und der Tod. Nach den Dreharbeiten zu Les interdits mit der Rolle als KGB Agenten lobte ihn angeblich der Regisseur mit den Worten: „Dieser Kerl hat es drauf. Er ist einfach der geborene Actionheld.“ Zugute kam ihm dabei seine Karateerfahrung, denn Brauer macht viele Stunts selbst und laut seinem Regisseur besser als so manches Stunt Double.
Dmitry Brauer erlangte Anerkennung durch seine vielfältigen Auftritte in einer Reihe von  Produktionen. Zu seinen Filmen zählen „The Last Frottier“ (Podolsky Kursanty), „Tschistoje iskusstwo“ (Чистое искусство), „Sagoworenny“ (Заговоренный), „Nürnberg“ (Nyurnberg).
Im Jahr 2013 übernahm er die Rolle des KGB-Agenten in dem Film „Les Interdits“. Es folgte eine Beteiligung an der Produktion „Друзья из Франции“ (Freunde aus Frankreich), bei der Dmitry Brauer Mitglied einer professionellen Stuntcrew wurde.
Sein Repertoire erstreckt sich über verschiedene Genres und Rollen. In „Sneeze Freeze“ (2015) verkörperte er die Figur des Mad Dog, während er in „Die Pest – Can you survive the history“ (2017) die Rolle des Signore Becchino übernahm. Seine Fähigkeit, sich in verschiedene Charaktere zu verwandeln, spiegelt sich in seiner Filmografie wider.
Neben seiner Präsenz im Film hat Dmitry Brauer auch in internationalen Produktionen mitgewirkt. Beispiele hierfür sind seine Rollen in „Und der Zukunft zugewandt“ (2018) als Offizier des NKWD und „The Last Frontier“ (2020), wo er die Rolle des Major Werner verkörperte. Außerdem ist er in „Nyurnberg – Nürnberg“ (2023) als Francis zu sehen.

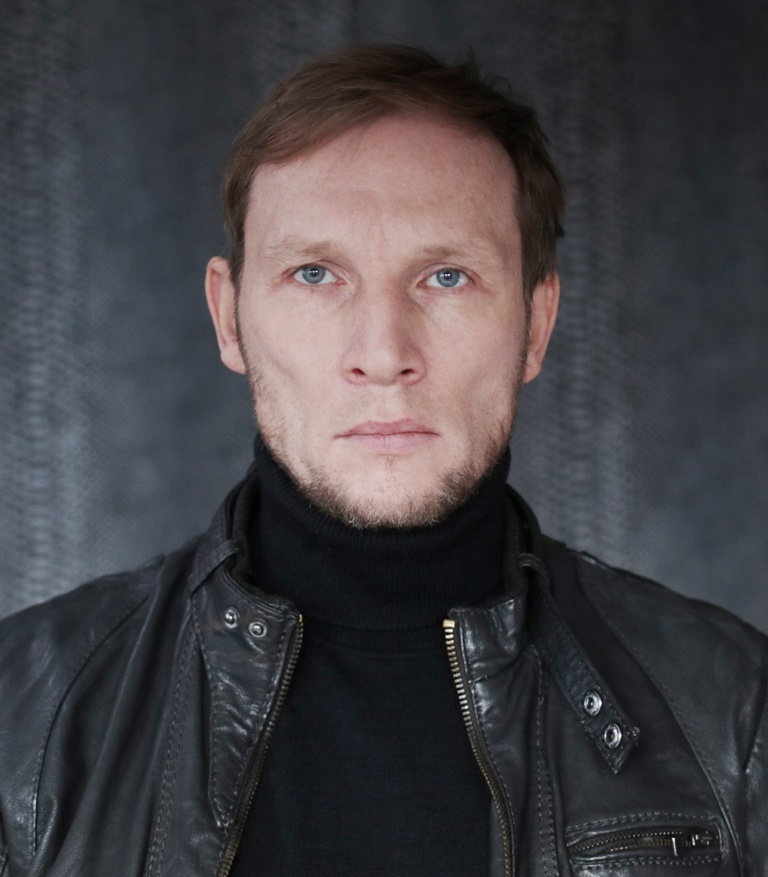
Dmitry Brauer

## Filmografie (Auswahl)

### Filme
- 2010: Der Gewaltfrieden (Fernsehfilm)
- 2011: Wintertochter (Captain)
- 2012: Schilf – Alles, was denkbar ist, Existiert (Russian Truck Driver)
- 2012: Invasion (The Gast)
- 2012: Das Mädchen und der Tod (Zustroms Officer)
- 2012: Die sechs Schwäne (Jäger)
- 2012: Die Reichsgründung (Alexander II Tsar of Russia)
- 2013: Les Interdits (Agent KGB)
- 2014: Aktenzeichen XY Ungelöst – alte Schachteln (Piotr)Neproshchennyy – Unforgiven2015: Sneeze Freeze (Mad Dog)

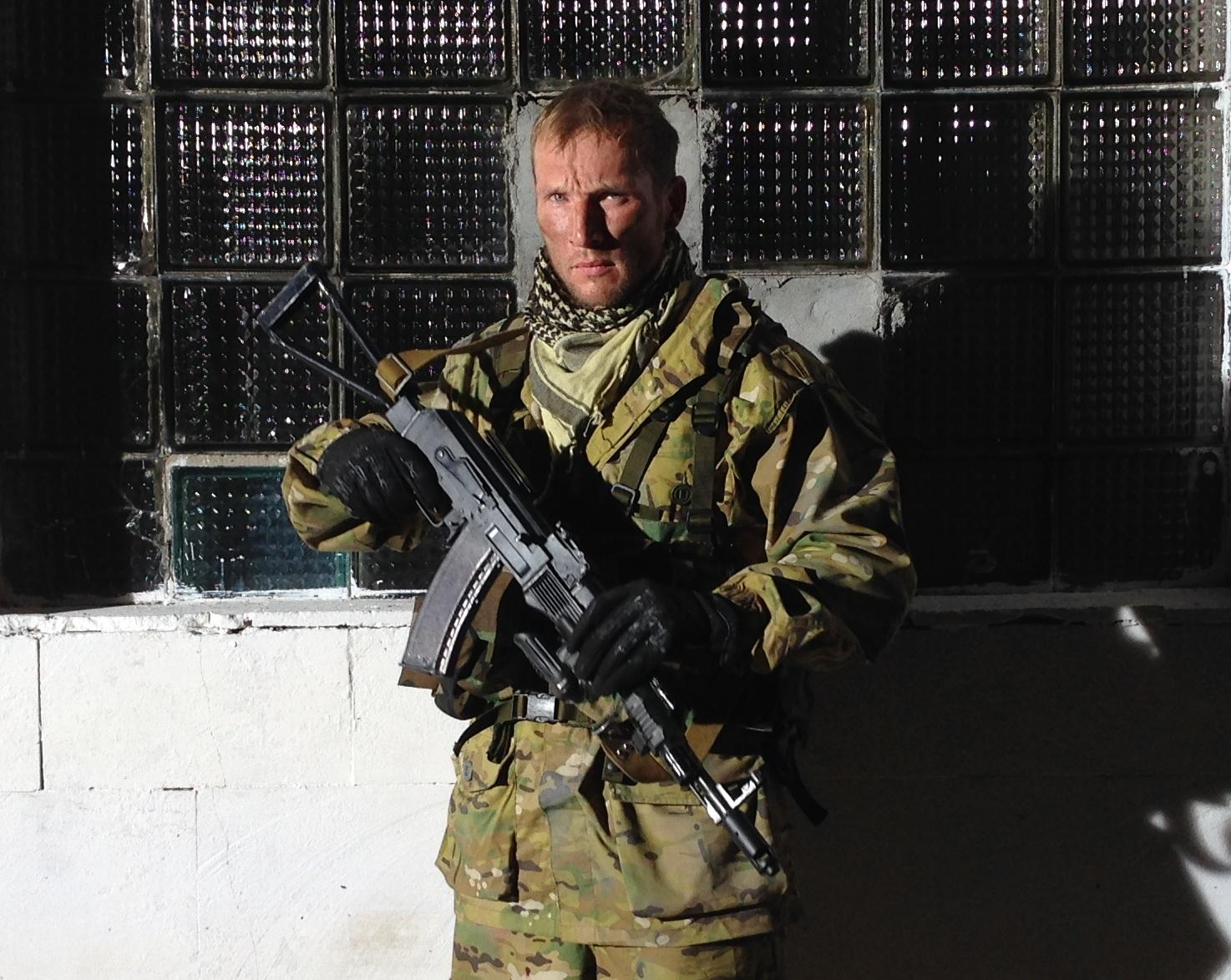
Neproshchennyy – Unforgiven

- 2016: Чистое искусство – Chistoe iskusstvo (Mashkov)
- 2017: Die Pest – Can you survive the history (Signore Becchino)
- 2018: Neproshchennyy – Unforgiven (Rossier's Lawyer)
- 2018: Und der Zukunft zugewandt (Offizier NKWD)
- 2019: Prizhok Bogomola (Gustav Gunter)
- 2019: Der letzte Bulle (Igor)
- 2020: The Last Frontier (Germany Major Werner)
- 2023: Nyurnberg – Nürnberg (Francis)

### Fernsehserien
- 2009: Lasko – Die Faust Gottes (Agent Brother 2)
- 2011: Go West: Freiheit um jeden Preis (Victor)
- 2012: Die Draufgänger (Gangster)
- 2012: Arne Dahl: Europa blues (Shady)
- 2014: Geschichte Mitteldeutschlands (Kommandant)
- 2016: Alarm für Cobra 11 – Die Autobahnpolizei (Markov)
- 2017: Trassa smerti (Gangster Banden Boss, 9x Episoden)
- 2018: Aktenzeichen XY … ungelöst (Maxim Nero)
- 2019: Der Bulle und das Biest (Edgar Derzian)
- 2022: Das Netz (Denis Pechnin)